# Ribeira do Fárrio
Ribeira do Fárrio est une freguesia portugaise située dans le District de Santarém.
Avec une superficie de 20,92 km2 et une population de 900 habitants (2001), la paroisse possède une densité de 43,0 hab/km2.